# جاراوا
شعب جاراوا، هم السكان الأصليين لجزر أندمان في الهند. وهم يعيشون في جنوب أندمان ووسط أندمان، ويقدر عددهم الحالي بين 250 إلى 400 نسمة.وهم يتجنبون التفاعل إلى حد كبير مع الغرباء، والكثير من تفاصيل مجتمعهم وثقافتهم وتقاليدهم غير مفهومة ومعروفة بشكل جيد.